# Hyllerslev Station
Hyllerslev Station er en dansk jernbanestation ved bebyggelsen Hyllerslev i Vestjylland.
Den ligger på ruten Varde-Nørre Nebel (Varde-Nørre Nebel Jernbane), der drives af Arriva. 